# Liga Futsal de 2006
A Liga Futsal de 2006 é a 11.ª edição do principal torneio de futebol de salão do Brasil, à época organizado pela Confederação Brasileira de Futsal (CBFS). Atualmente, corresponde de forma oficial à Liga Nacional de Futsal.
Na primeira decisão entre os futuros maiores campeões, Carlos Barbosa bateu o Jaraguá e se tornou o segundo tricampeão da história da competição. Para avançar ao mata-mata, a Laranja Mecânica somou 15 vitórias, 10 empates e 4 derrotas nas duas primeiras fases. Na semifinal, um clássico contra o Atlântico que começou com um empate em 0 a 0 e foi decidido com goleada barbosense por 4 a 0 na partida de volta. Diante do Jaraguá na final, após ser derrotada em Brusque por 4 a 3, a ACBF igualou a série com um 3 a 0 no segundo jogo e conquistou o título em casa ao aplicar 5 a 2 na partida decisiva.
Os semifinalistas Joinville e Atlântico encerraram a competição como terceiro e quarto colocados, respectivamente. Marinho, fixo da Intelli, marcou 25 gols e foi o artilheiro da edição.

Selo comemorativo de 10 anos da competição.

## Fórmula de disputa
O campeonato manteve a base da fórmula de disputa das edições anteriores.

### Primeira fase
Os 20 participantes jogaram entre si em turno único (sem divisões por grupo), com os 12 melhores colocados avançando para a fase seguinte. Em caso de empate entre duas ou mais equipes na pontuação, os critérios considerados foram, na ordem: confronto direto, número de vitórias, saldo de gols, gol average (divisão entre o número de gols marcados e o número de sofridos), gols sofridos, gols marcados e, em último caso, sorteio.

### Segunda fase
Os 12 classificados foram distribuídos em dois grupos: A (1º, 3º, 5º, 7º e 9º e 12º colocado) e B (2º, 4º, 6º, 8º, 10º e 11º). Nesta etapa, as equipes confrontaram-se em turnos de ida e volta dentro de seus próprios grupos, classificando apenas líderes e vice-líderes para o mata-mata do torneio.

### Fase final
Nas semifinais, os líderes dos grupos enfrentaram o vice-líder do grupo oposto. Em caso de dois empates ou vitórias alternadas, foi prevista a disputa da terceira partida em quadra neutra e, com a persistência do empate, a aplicação da prorrogação com vantagem para a equipe de melhor campanha geral. Na final, uma terceira partida ocorre, assim como o jogo de volta, na quadra da equipe de melhor campanha geral.

## Participantes
| Equipe         | Parceria(s)   | Cidade                | Estado | Em 2005          | Títulos (último) |
| -------------- | ------------- | --------------------- | ------ | ---------------- | ---------------- |
| Atlântico      | (nenhuma)     | Erechim               | RS     | 2.º              | 0 (não possui)   |
| Cabo Frio      | Vasco da Gama | Cabo Frio             | RJ     | (não participou) | 0 (não possui)   |
| Carlos Barbosa | (nenhuma)     | Carlos Barbosa        | RS     | 9.º              | 2 (2004)         |
| Cascavel       | Dalponte      | Cascavel              | PR     | (não participou) | 0 (não possui)   |
| Caxias         | Metalcorte    | Caxias do Sul         | RS     | 6.º              | 0 (não possui)   |
| Chapecó        | Umbro         | Chapecó               | SC     | 10.º             | 0 (não possui)   |
| Cortiana       | Farroupilha   | Farroupilha           | RS     | (não participou) | 0 (não possui)   |
| Horizontina    | John Deere    | Horizontina           | RS     | 3.º              | 0 (não possui)   |
| Intelli        | Topper        | Orlândia              | SP     | 8.º              | 0 (não possui)   |
| Jaraguá        | Malwee        | Jaraguá do Sul        | SC     | 1.º              | 1 (2005)         |
| Joinville      | Krona         | Joinville             | SC     | 5.º              | 0 (não possui)   |
| Macaé          | (nenhuma)     | Macaé                 | RJ     | 12.º             | 0 (não possui)   |
| Minas          | V&M           | Belo Horizonte        | MG     | 14.º             | 0 (não possui)   |
| Petrópolis     | Poker         | Petrópolis            | RJ     | 11.º             | 0 (não possui)   |
| São Bernardo   | Banespa       | São Bernardo do Campo | SP     | 7.º              | 0 (não possui)   |
| São Caetano    | (nenhuma)     | São Caetano do Sul    | SP     | (não participou) | 0 (não possui)   |
| São Paulo      | Santo André   | São Paulo             | SP     | 13.º             | 0 (não possui)   |
| Ulbra          | (nenhuma)     | Canoas                | RS     | 4.º              | 3 (2003)         |
| Umuarama       | (nenhuma)     | Umuarama              | PR     | (não participou) | 0 (não possui)   |
| Unisul         | Penalty       | Tubarão               | SC     | (não participou) | 0 (não possui)   |

## Primeira fase
| Pos | Equipe         | Pts | J  | V  | E | D  | GP | GC | SG  | GA   | %  |
| --- | -------------- | --- | -- | -- | - | -- | -- | -- | --- | ---- | -- |
| 1   | Horizontina    | 44  | 19 | 14 | 2 | 3  | 62 | 29 | 33  | 2,13 | 78 |
| 2   | Intelli        | 37  | 19 | 12 | 1 | 6  | 73 | 56 | 17  | 1,30 | 65 |
| 3   | Jaraguá        | 36  | 19 | 11 | 3 | 5  | 80 | 51 | 29  | 1,56 | 64 |
| 4   | Atlântico      | 36  | 19 | 11 | 3 | 5  | 60 | 41 | 19  | 1,46 | 64 |
| 5   | Carlos Barbosa | 36  | 19 | 10 | 6 | 3  | 59 | 39 | 20  | 1,51 | 64 |
| 6   | Joinville      | 34  | 19 | 10 | 4 | 5  | 60 | 38 | 22  | 1,57 | 60 |
| 7   | Petrópolis     | 33  | 19 | 9  | 6 | 4  | 51 | 37 | 14  | 1,37 | 58 |
| 8   | Chapecó        | 32  | 19 | 10 | 2 | 7  | 45 | 45 | 0   | 1,00 | 57 |
| 9   | Umuarama       | 31  | 19 | 8  | 7 | 4  | 60 | 51 | 9   | 1,17 | 55 |
| 10  | Cortiana       | 26  | 19 | 7  | 5 | 7  | 43 | 49 | -6  | 0,87 | 46 |
| 11  | Cascavel       | 25  | 19 | 7  | 4 | 8  | 51 | 45 | 6   | 1,13 | 44 |
| 12  | São Bernardo   | 25  | 19 | 7  | 4 | 8  | 51 | 53 | -2  | 0,96 | 44 |
| 13  | Unisul         | 25  | 19 | 6  | 7 | 6  | 50 | 48 | 2   | 1,04 | 44 |
| 14  | Minas          | 24  | 19 | 7  | 3 | 9  | 67 | 62 | 5   | 1,08 | 43 |
| 15  | Ulbra          | 21  | 19 | 5  | 6 | 8  | 38 | 52 | -14 | 0,73 | 37 |
| 16  | Caxias         | 17  | 19 | 4  | 5 | 10 | 40 | 49 | -9  | 0,81 | 30 |
| 17  | Cabo Frio      | 16  | 19 | 4  | 4 | 11 | 42 | 63 | -21 | 0,66 | 29 |
| 18  | São Paulo      | 12  | 19 | 3  | 3 | 13 | 40 | 67 | -27 | 0,59 | 22 |
| 19  | São Caetano    | 9   | 19 | 2  | 3 | 14 | 37 | 82 | -45 | 0,45 | 16 |
| 20  | Macaé          | 9   | 19 | 1  | 6 | 12 | 25 | 77 | -52 | 0,32 | 16 |

|  | Classificados para a segunda fase (Grupo A) |
|  | Classificados para a segunda fase (Grupo B) |
|  | Eliminados na primeira fase                 |

## Segunda fase

### Grupo A
| Pos | Equipe         | Pts | J  | V | E | D | GP | GC | SG | GA   | %  | Classificação                   |
| --- | -------------- | --- | -- | - | - | - | -- | -- | -- | ---- | -- | ------------------------------- |
| 1   | Carlos Barbosa | 19  | 10 | 5 | 4 | 1 | 24 | 18 | 6  | 1,33 | 64 | Classificados para a fase final |
| 2   | Jaraguá        | 17  | 10 | 5 | 2 | 3 | 27 | 27 | 0  | 1,00 | 57 | Classificados para a fase final |
| 3   | Horizontina    | 15  | 10 | 4 | 3 | 3 | 31 | 25 | 6  | 1,24 | 50 | Eliminados na segunda fase      |
| 4   | Umuarama       | 11  | 10 | 3 | 2 | 5 | 28 | 28 | 0  | 1,00 | 37 | Eliminados na segunda fase      |
| 5   | Petrópolis     | 10  | 10 | 2 | 4 | 4 | 25 | 32 | -7 | 0,78 | 34 | Eliminados na segunda fase      |
| 6   | São Bernardo   | 9   | 10 | 2 | 3 | 5 | 22 | 27 | -5 | 0,81 | 30 | Eliminados na segunda fase      |

### Grupo B
| Pos | Equipe    | Pts | J  | V | E | D | GP | GC | SG  | GA   | %  | Classificação                   |
| --- | --------- | --- | -- | - | - | - | -- | -- | --- | ---- | -- | ------------------------------- |
| 1   | Joinville | 24  | 10 | 7 | 3 | 0 | 34 | 19 | 15  | 1,78 | 80 | Classificados para a fase final |
| 2   | Atlântico | 19  | 10 | 5 | 4 | 1 | 22 | 15 | 7   | 1,46 | 64 | Classificados para a fase final |
| 3   | Chapecó   | 16  | 10 | 5 | 1 | 4 | 31 | 22 | 9   | 1,40 | 54 | Eliminados na segunda fase      |
| 4   | Intelli   | 13  | 10 | 4 | 1 | 5 | 31 | 31 | 0   | 1,00 | 44 | Eliminados na segunda fase      |
| 5   | Cascavel  | 7   | 10 | 2 | 1 | 7 | 22 | 35 | -13 | 0,62 | 24 | Eliminados na segunda fase      |
| 6   | Cortiana  | 6   | 10 | 2 | 0 | 8 | 22 | 40 | -18 | 0,55 | 20 | Eliminados na segunda fase      |

## Fase final
|  | Semifinais     | Semifinais | Semifinais | Semifinais |   |  | Final          | Final | Final | Final |
|  |                |            |            |            |   |  |                |       |       |       |
|  |                |            |            |            |   |  |                |       |       |       |
|  | Carlos Barbosa | 0          | 4          |            |   |  |                |       |       |       |
|  | Atlântico      | 0          | 0          |            |   |  |                |       |       |       |
|  |                |            |            |            |   |  |                |       |       |       |
|  |                |            |            |            |   |  |                |       |       |       |
|  |                |            |            |            |   |  | Carlos Barbosa | 3     | 3     | 5     |
|  |                | Jaraguá    | 4          | 0          | 2 |  |                |       |       |       |
|  |                |            |            |            |   |  |                |       |       |       |
|  |                |            |            |            |   |  |                |       |       |       |
|  | Joinville      | 4          | 2          |            |   |  |                |       |       |       |
|  | Jaraguá        | 5          | 3          |            |   |  |                |       |       |       |

## Premiação
| Liga Futsal de 2006                 |
| ----------------------------------- |
|                                     |
| Carlos Barbosa Campeão (3.º título) |

### Prêmios individuais
| Prêmio     | Vencedor | Vencedor | Equipe  |
| ---------- | -------- | -------- | ------- |
| Artilheiro | Marinho  | 25 gols  | Intelli |

## Classificação geral
| Pos | Equipe         | Pts | J  | V  | E  | D  | GP  | GC | SG  | GA   | %  | Classificação               |
| --- | -------------- | --- | -- | -- | -- | -- | --- | -- | --- | ---- | -- | --------------------------- |
| 1   | Carlos Barbosa | 65  | 34 | 18 | 11 | 5  | 98  | 63 | +35 | 1,56 | 64 | Campeão                     |
| 2   | Jaraguá        | 62  | 34 | 19 | 5  | 10 | 121 | 95 | +26 | 1,28 | 61 | Vice-campeão                |
| 3   | Joinville      | 58  | 31 | 17 | 7  | 7  | 100 | 63 | +37 | 1,59 | 63 | Eliminados nas semifinais   |
| 4   | Atlântico      | 56  | 31 | 16 | 8  | 7  | 82  | 60 | +22 | 1,37 | 61 | Eliminados nas semifinais   |
| 5   | Horizontina    | 59  | 29 | 18 | 5  | 6  | 93  | 54 | +39 | 1,73 | 68 | Eliminados na segunda fase  |
| 6   | Intelli        | 50  | 29 | 16 | 2  | 11 | 104 | 87 | +17 | 1,20 | 58 | Eliminados na segunda fase  |
| 7   | Chapecó        | 48  | 29 | 15 | 3  | 11 | 76  | 67 | +9  | 1,14 | 56 | Eliminados na segunda fase  |
| 8   | Petrópolis     | 43  | 29 | 11 | 10 | 8  | 76  | 69 | +7  | 1,11 | 50 | Eliminados na segunda fase  |
| 9   | Umuarama       | 42  | 29 | 11 | 9  | 9  | 88  | 79 | +9  | 1,12 | 49 | Eliminados na segunda fase  |
| 10  | São Bernardo   | 34  | 29 | 9  | 7  | 13 | 73  | 80 | -7  | 0,92 | 40 | Eliminados na segunda fase  |
| 11  | Cascavel       | 32  | 29 | 9  | 5  | 15 | 73  | 80 | -7  | 0,92 | 37 | Eliminados na segunda fase  |
| 12  | Cortiana       | 32  | 29 | 9  | 5  | 15 | 65  | 89 | -24 | 0,74 | 37 | Eliminados na segunda fase  |
| 13  | Unisul         | 25  | 19 | 6  | 7  | 6  | 50  | 48 | 2   | 1,04 | 44 | Eliminados na primeira fase |
| 14  | Minas          | 24  | 19 | 7  | 3  | 9  | 67  | 62 | 5   | 1,08 | 43 | Eliminados na primeira fase |
| 15  | Ulbra          | 21  | 19 | 5  | 6  | 8  | 38  | 52 | -14 | 0,73 | 37 | Eliminados na primeira fase |
| 16  | Caxias         | 17  | 19 | 4  | 5  | 10 | 40  | 49 | -9  | 0,81 | 30 | Eliminados na primeira fase |
| 17  | Cabo Frio      | 16  | 19 | 4  | 4  | 11 | 42  | 63 | -21 | 0,66 | 29 | Eliminados na primeira fase |
| 18  | São Paulo      | 12  | 19 | 3  | 3  | 13 | 40  | 67 | -27 | 0,59 | 22 | Eliminados na primeira fase |
| 19  | São Caetano    | 9   | 19 | 2  | 3  | 14 | 37  | 82 | -45 | 0,45 | 16 | Eliminados na primeira fase |
| 20  | Macaé          | 9   | 19 | 1  | 6  | 12 | 25  | 77 | -52 | 0,32 | 16 | Eliminados na primeira fase |